# Chery QQme

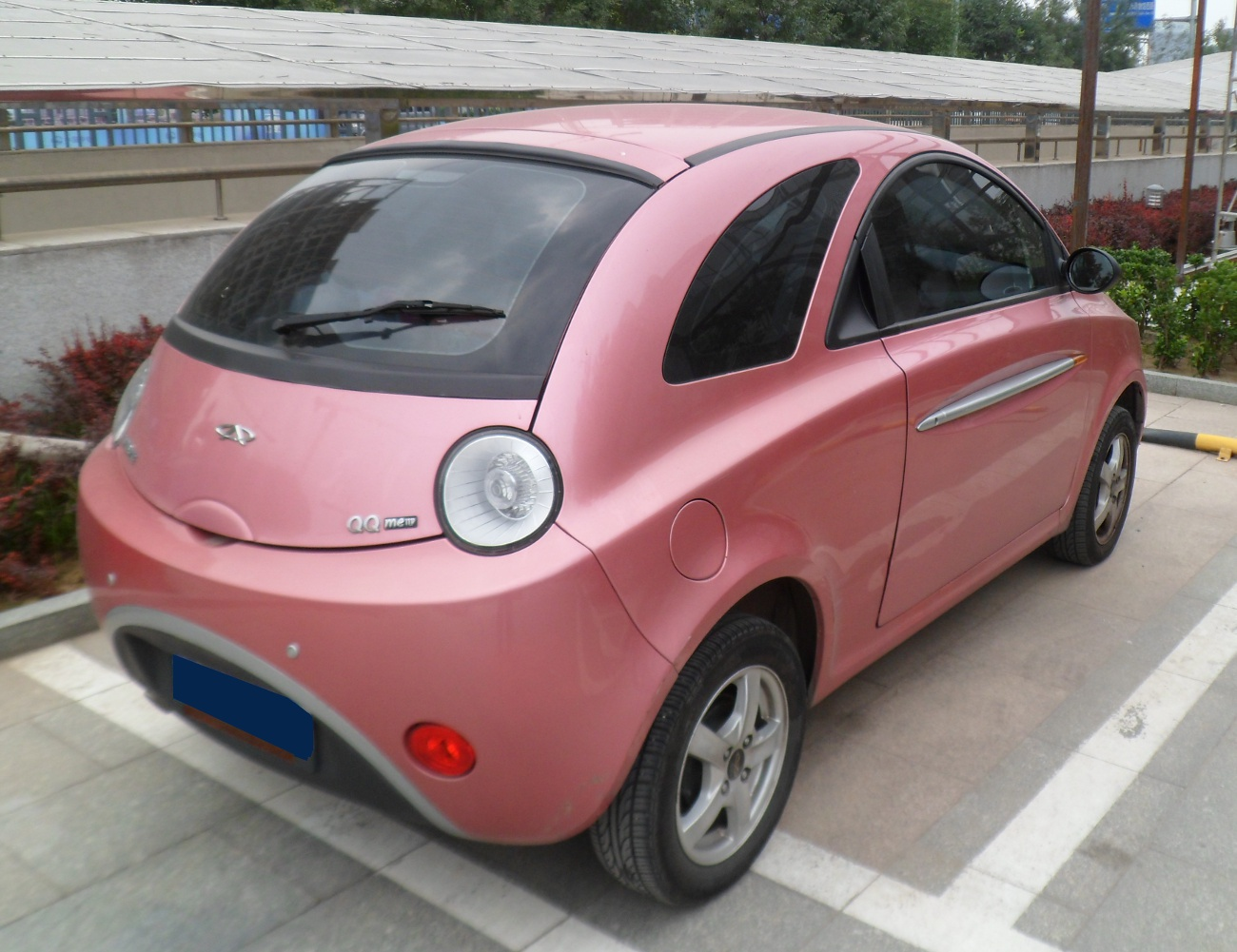
Heckansicht

Der Chery QQme ist ein Kleinstwagen des chinesischen Herstellers Chery Automobile.
Der QQme, der auch als Chery S16, Chery QQ5 oder Chery QQ Sport (auf der Auto China 2008) bezeichnet wird, ist das kleinste Modell von Chery und besitzt ein ungewöhnliches Design, welches von dem italienischen Designer Enrico Fumia entwickelt wurde, der auch den Lancia Y gestaltet hat. Als Konzeptfahrzeug wurde er formal erstmals auf der Auto Shanghai 2005 unter der Bezeichnung Chery WOW gezeigt. Das Design setzt nahezu ausschließlich auf runde Kanten, so dass selbst die B-Säule gebogen ist. Auch im Innenraum setzt sich das auf Kreisen basierende Design fort. Die Zielgruppe sind vor allem junge Frauen, wozu auch die Bezeichnungen der Modelllinien wie „Cute“ oder „Happy“ passen.
Angetrieben wird der QQme von einem 1,3-l-Motor mit einer maximalen Leistung von 61 kW, welcher nach Herstellerangabe 4,6 l/100 km bei konstanten 60 km/h verbraucht. ABS und ein Fahrer-Airbag sind serienmäßig; weitere Airbags (Beifahrer und seitlich) kosten Aufpreis.